# Alfredo Cremonesi
Alfredo Cremonesi, P.I.M.E. (Ripalta Guerina, 15 de mayo de 1902-Taungoo, 7 de febrero de 1953) fue un sacerdote católico y misionero italiano, miembro de la orden de los Misioneros del Pime, considerado como un mártir por la Iglesia católica, la que lo venera como beato.

## Biografía
Nació en la ciudad de Ripalta Guerina, decidiendo ya desde joven seguir el camino sacerdotal. Ingresó al seminario diocesano en Crema, debiendo abandonarlo prontamente a causa de haber enfermado gravemente de linfatismo, una afección a la sangre. Una vez curado, y estando convencido de que santa Teresa del niño Jesús intercedía por él, retomó en 1922 el camino sacerdotal, esta vez en el Seminario de Misiones Extranjeras de Milán, siendo ordenado sacerdote el 12 de octubre de 1924. Al año siguiente sería destinado a Birmania como misionero.
Cremonesi fue enviado a misionar en Asia, y fue hecho prisionero en la colonia británica de Birmania por el ejército japonés, luego de que el país invadiera la colonia durante la Segunda Guerra Mundial. Cremonesi y otros prisioneros fueron obligados a exiliarse luego de que los birmaneses expulsaran a los japoneses de su territorio, a través de violentas guerrillas. Fue fusilado junto a dos mujeres por fuerzas del gobierno, quienes los confundieron con rebeldes o colaboradores de las guerrillas.
Su proceso de canonización fue abierto en 2004 por el papa Juan Pablo II, siendo beatificado por el papa Francisco el 19 de octubre de 2019. Su fiesta litúrgica se conmemora el 7 de febrero.